# GNSS連続観測システム
GNSS連続観測システム GEONET（GNSS earth observation network system）は、国土地理院が全国約1,300か所に設置した電子基準点とGEONET中央局（茨城県つくば市）からなる、高密度かつ高精度な測量網の構築と広域の地殻変動の監視を目的とした観測システムである。通称GEONET（ジオネット）。

## 概要
全国の電子基準点で取得された観測データをもとに、地震や火山の活動に起因する地殻変動を把握することで、そのメカニズムを明らかにしている。また、日本周辺のプレート運動が日々実測され、例えばゆっくり地震などといった他の観測手段では捉えられない現象を捉えることができる。GEONETは地殻変動観測に欠かせない基盤的な観測網としての役割を果たしている。
GNSSによる測量では、既知点と新点にGNSS機器を設置し相対測位（干渉測位）を行い、既知点からの位置関係を測定して新点の座標を割り出す。電子基準点を既知点として用いることで、利用者が自分で既知点にGNSS機器の設置を行う必要がなくなる。 国土地理院が提供する電子基準点データを利用し、新点でGNSS観測を行うだけで新点の座標を得ることができるため、作業の効率化が図られる。 このように電子基準点は、GNSSを用いた測量の社会基盤として活用されており、各種基準点の設置や土木・農業機械による自動施工等に利用されている。
電子基準点や三角点などの測量成果は、基本的に座標値が固定されている。 しかし、日本のような地殻変動の大きい地域では、固定された座標値と実際の座標値との間に時間とともにずれが生じてくる。このずれが大きくなって測量に不都合が生じた（許容範囲を超えた）場合には、測量成果の改定を行う必要がある。
GEONETによる地殻変動観測は、測量成果改訂の判断材料として、適切な測地基準点体系の維持管理に役立っている。

## 行われること
GEONETでは、GNSSの24時間連続観測、観測データの集積、解析処理、そして提供を行っている。
日本全国に設置された電子基準点ではGNSS衛星からの信号を24時間連続で観測している。電子基準点で観測されたデータは、一部を除き常時接続回線を通じて、リアルタイムで国土地理院測地観測センターのGEONET中央局（茨城県つくば市）に収集される。国土地理院にはGEONET観測開始時からのデータが蓄積されている。
集積されたデータを用いて定常解析が行われている。現在、国土地理院が行う全観測点に対する定常解析は、解析の実行スケジュール、使用する解析データの期間および衛星軌道暦により、「迅速解析」「速報解析」「最終解析」の3種類がある。
また緊急時の対応を一層迅速化するため、任意の解析期間で行う緊急解析、リアルタイムデータによるリアルタイム解析等を行い、解析の高度化に向けた調査・研究を進めている。
電子基準点データ提供サービスでは、電子基準点の観測データ・解析結果（電子基準点日々の座標値（F5解・R5解））がインターネットを通じて提供される。また、GEONETによる解析結果から日本全土で進行している地殻変動をとらえて、インターネットを通じて公開されている。電子基準点の常時接続により得られたリアルタイムデータは、配信業者を通じて利用者に提供され、リアルタイムに高精度な測位を行うために利用されている。